# Palfinger
Palfinger è un'azienda austriaca specializzata nella produzione di macchinari per il sollevamento carichi, come gru idrauliche per autocarri e piattaforme aeree. L'azienda è una multinazionale con sede principale a Bergheim.
Ha filiali in tutti e cinque i continenti. L'azienda è stata fondata nel 1932.

## Quote societarie
Circa il 56,4% delle quote societarie appartengono alla famiglia Palfinger. La società è quotata nella borsa di Vienna dal 1999, dal 2000 è quotata nei mercati over the counter di Stoccarda, Berlino e Düsseldorf, mentre dal 2005 le sue azioni sono scambiate anche nella borsa di New York.

## Controversie

### Operazioni in Russia
Palfinger è stato criticato per aver mantenuto le proprie attività commerciali in Russia nonostante le continue tensioni geopolitiche seguite all'invasione dell'Ucraina. Secondo il database Leave Russia, Palfinger continua a operare nel mercato russo, attirando critiche da parte di organizzazioni che promuovono la responsabilità aziendale e pratiche commerciali etiche.